# The Frenz Experiment
The Frenz Experiment — одиннадцатый студийный альбом британской рок-группы The Fall, записанный продюсерами Саймоном Роджерсом и Грантом Шоубизом и вышедший на лейбле Beggars Banquet Records 29 февраля 1988 года. Альбом Bend Sinister поднялся до #19 в UK Album Charts. Включенная в альбом кавер-версия «Victoria», песни Рея Дэвиса из The Kinks, вышла синглом и поднялась до #35 в Британии. Другой кавер, «There’s a Ghost in My House», выходивший синглом ранее (#30 UK, май 1987), вошёл в CD-вариант альбома.

## История создания
Альбом The Frenz Experiment был назван в честь песни «Frenz». Исполняя её на концертах, Смит пришёл к выводу, что она может положить начало необычному для группы альбому. «Конечно, все ждали от нас коммерческого альбома, потому что к этому времени у нас было два сингла в UK Top 40, но именно этого мы делать и не собирались. То что альбом в чём-то прост, — часть эксперимента», — говорил Смит. Работа над альбомом The Frenz Experiment проходила в стадиях Abbey Road (Лондон), а также в Брикстоне и Манчестере, во второй половине 1987 года. Основую часть продюсерской работы выполнил Саймон Роджерс (9 треков), 5 треков спродюсировал Грант Шоубиз, два — Диан Бартон (англ. Dian Barton) и один — Иэн Гримбл (англ. Ian Grimble); двое последних выполняли также функции звукоинженеров.
Впервые за всё время своего существования у нас появилась возможность использовать первоклассную студию. Я подумал, что будет позором, если мы выйдем с кучей лакированного материала. Ведь мы записывались в той же комнате, что когда-то Beatles записывали Sgt. Pepper. Это чертовский большая комната, скорее, концертный зал. Abbey Road — туда идешь как в офис, на студию это совсем не похоже. У нас на всё было больше времени.Марк Э. Смит
Первый тираж альбома вышел с бесплатным синглом «Bremen Nacht Run Out» в качестве приложения; материал этого сингла (как и трёх других) вошёл впоследствии с CD-версию альбома.

## Отзывы критики
Рецензент Trouser Press называет альбом «необычным» — в том смысле, что он напоминает, скорее, сольную работу Смита; точно те же характеристики альбом получил от New Musical Express в статье от 5 марта 1988 года. При этом тексты здесь оказались как никогда прежде запутанны (характерны в этом смысле «Athlete Cured» и «Oswald Defence Lawyer»). С другой стороны, отмечалось, что Роджерс-продюсер (из состава участников вышедший) создал группе неожиданно детализированное, многоплановое звучание. Австралийский рецензент П. Маккессар счёл обилие кавер-версий симптомом упадка: «Как только стало известно, что они начали записывать кавер-версии, стало ясно, что дело плохо: если и было у них что сказать, так это было нечто собственное… Решающим фактором падения стал кавер Victoria, потому что на протяжении всего альбома Fall изо всех сил стараются доказать, что они не в застое… Но этому не веришь, потому что заунывность эта бесцветна — как в исполнении, так и в своей просчитанности». Единственной здесь сильной вещью он назвал «Hit the North, Part One»; остальные — «демонстрируют притворную некомпетентность; мы знаем, что она не настоящая, потому что и Victoria и Hit the North доказывают обратное». Согласно Lollypop, альбом приблизил группу к брит-попу, на тот моменту уже доминировавшему на национальной музыкальной сцене.

## Список композиций
| Сторона 1 («Crime Gene») 1. «Frenz» (Марк Эдвард Смит) — 3:28 2. «Carry Bag Man» (M. Smith) — 4:26 3. «Get a Hotel» (Steve Hanley, Craig Scanlon, M. Smith) — 4:38 4. «Victoria» (Ray Davies) — 2:45 5. «Athlete Cured» (M. Smith) — 5:51 Сторона 2 («Experience») 1. «In These Times» (M. Smith) — 3:25 2. «The Steak Place» (M. Smith, Brix Smith) — 3:56 3. «Bremen Nacht» (M. Smith) — 7:00 4. «Guest Informant» excerpt (Hanley, Scanlon, M. Smith) — 0:39 5. «Oswald Defence Lawyer» (Hanley, M. Smith) — 5:59 | 1. «Frenz» (M. Smith) — 3:28 2. «Carry Bag Man» (M. Smith) — 4:26 3. «Get a Hotel» (Hanley, Scanlon, M. Smith) — 4:38 4. «Victoria» (Davies) — 2:45 5. «Athlete Cured» (M. Smith) — 5:51 6. «In These Times» (M. Smith) — 3:25 7. «The Steak Place» (M. Smith, B. Smith) — 3:56 8. «Bremen Nacht Alternative» (M. Smith) — 9:19 9. «Guest Informant» excerpt (Hanley, Scanlon, M. Smith) — 0:39 10. «Oswald Defence Lawyer» (Hanley, M. Smith) — 5:59 11. «Tuff Life Booogie» (Hanley, M. Smith, B. Smith) — 2:44 (сингл «Victoria», 1988) 12. «Guest Informant» (Hanley, Scanlon, M. Smith) — 5:47 (сингл «Victoria») 13. «Twister» (M. Smith, B. Smith) — 5:07 (сингл «Victoria») 14. «There’s a Ghost in My House» (Holland-Dozier-Holland, R. Dean Taylor) — 2:37 (сингл, 1987) 15. «Hit the North» (Simon Rogers, M. Smith, B. Smith) — 4:00 (сингл, 1987) |  |

### Комментарии к песням
- Victoria. «Я подумал — раз такой шум вокруг футбольных хулиганов, пора отреагировать чем-то националистическим»[8], — так объяснял позже Смит мотивы выбора кавер-версии. Сингл был вычеркнут из плей-листа BBC — на том основании, что не являлся оригинальной композицией. Смит выражал по этому поводу возмущение: «Это не кавер-версия, а оригинальная интерпретация!»[9], — говорил он в интервью NME. Смит, по его словам, от оригинала The Kinks был в полном восторге, но добавлял: «мы решили сделать с ней нечто экстремальное, что-то почти как ранние Can… Версия The Kinks была вполне себе ностальгична, наша версия — в большей степени описание современной Британии… У меня просто есть ощущение, что все викторианское скоро снова войдет в моду»[9]. «Самое сильное в Victoria — это новая аранжировка, очень ударная»[3], — говорил Смит в другом интервью. Чтобы как-то нейтрализовать радиозапрет, группа решила выпустить видеоклип; он был снят Эммой Бердж, при участии Майкла Кларка. «Он… интересен. У него чудесное лицо, не правда ли?» — говорила режиссёр клипа, признавая, впрочем. что снимать Смита «…непросто: он свою роль интерпретирует по-своему»[9]. Сингл в конечном итоге поднялся до #45 в UK Singles Chart.
  - См. — Victoria, The Fall. — Видеоклип 1988 года.
- Hit The North. Первоначальный вариант песни написали Брикс Смит и Саймон Роджерс, и это была инструментальная композиция, лишь позже Марк добавл к ней свои «куплеты» и слоган «Hit The North». Его сравнивали (в прессе) с «Shoplifters of the world unite!», но Смит не соглашался: «У них <The Smiths> всё было под Sex Pistols; тяжеловесно с вызовом. Здесь же двойной смысл: или 'накажи' Север, или 'отправься' на Север»[10]. Эндрю Коллинз (NME) назвал «Hit The North», «примиряющим» синглом — при этом отвратившим от группы её самых ярых, «крутых» фанатов. «Как и в Slates, когда мы таким же образом избавились от студентов»[11], — соглашался Смит.
- Ghost In My House. — Смит рассказывал, что идея принадлежала пресс-агенту группы Карен Эйлерс. Последняя предложила спеть песню Брикс. «Но я подумал: чёрта с два, когда мне было 13 лет мне под эту песню били в клубах и конечно я должен спеть её сам!»[8], — говорил Смит.
- Oswald Defense Lawyer. «Ли Харви восстает из мертвых, сам начинает вести своё дело в суде, обнимает трупы Марка Твена и Уолта Уитмена и дает интервью Spin… так, судя по всему, обстоит здесь дело». — Lollypop[7].

## Участники записи
- Марк Эдвард Смит — вокал
- Brix Smith — вокал, гитара, клавишные
- Craig Scanlon — гитара
- Simon Wolstencroft — ударные
- Marcia Schofield — клавишные, бэк-вокал
- Steve Hanley — бас-гитара
- Simon Rogers — акустическая гитара, клавишные, электросаксофон